# Louis Ier d'Étrurie (Goya)
Luis de Borbón, príncipe de Parma y rey de Etruria
Louis Ier d'Étrurie (en espagnol : Luis de Borbón, príncipe de Parma y rey de Etruria), est une peinture à l'huile réalisée par Francisco de Goya en 1800 comme esquisse préparant la réalisation de La Famille de Charles IV et représentant Louis Ier d'Étrurie.

## Contexte de l'œuvre
Cette esquisse est l'une des dix études au naturel peintes par Goya dans le palais royal d'Aranjuez en été 1800. D'après le souhait de Marie-Louise de Bourbon-Parme, le peintre a fait le portrait séparément de chaque membre de la famille royale afin que tout le monde n'ait pas à poser de longues heures en même temps.
Le portrait représente le roi Louis Ier d'Étrurie, fils de Ferdinand Ier de Parme et de Marie-Amélie de Habsbourg-Lorraine. Il fut duc de Parme et roi d'Étrurie. Il s'est marié avec l'infante Marie-Louise d'Étrurie, fille de Charles IV d'Espagne et de Marie-Louise de Bourbon-Parme. D'eux descend la maison de Bourbon-Parme.

## Provenance
Il provient des collections royales et a été localisé au palais royal de Madrid en 1814. Il est intégré au musée du Prado avant 1834, étant donné qu'il figure dans l'inventaire du Musée royal cette année-là. Il est cité pour la première fois dans le catalogue officiel du musée du Prado en 1872.

## Analyse
Toutes les esquisses ont comme caractéristique principale une couche de fixateur de fonds rouge et des traits du visage construits en un seul ton, de même que les masses principales. Une fois définis les plans et les proportions, des nuances de couleurs sont ajoutées.
Il s'agit d'un des portraits les plus intéressants que Goya a réalisés pour La Famille de Charles IV. Le peintre capte, chez le roi d'Étrurie, un personnage vibrant, expressif et, en apparence, plein de vitalité. Cependant, il mourut deux ans seulement après que le tableau fût peint. Il est néanmoins montré avec un visage beaucoup plus solemne et grave que dans le tableau définitif.
Il porte la ceinture rouge de la Toison d'or ainsi que le ruban de l'ordre de Charles III d'Espagne et celle de Saint-Janvier,.